# 中通客車

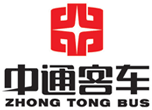
中通快递的logo

中通客車（英語：Zhongtong Bus；深交所：000957) 是一家總部位於山東省聊城市的一家巴士製造商 。該公司也是深圳証券交易所的上市公司，以及中國大陸主要的巴士製造商的其中之一。

## 歷史
公司最早創建於1958年，初名聊城車輛製造與維修工廠(Liaocheng Vehicle Manufacturing and Repair Factory)。公司在1971年開始建造巴士，之後在一系列的改名後，在1998年改為現在這個名字「中通客車」。2000年，中通曾与荷兰博发签订技术转让协议，生产中通博发系列客车。
该公司之前由国有背景的山东省交通工业集团所有。2018年8月，山东省交通工业集团被山东重工集团收购，中通客车成为山东重工集团的旗下子公司。

## 主要客戶
中通客車在中国大陆的销售城市包括但不限于北京市、山東省濟南市、广东省广州市等。出口项目方面，中通客车為新加坡和印尼首都雅加達提供了定制化产品。

## 產品

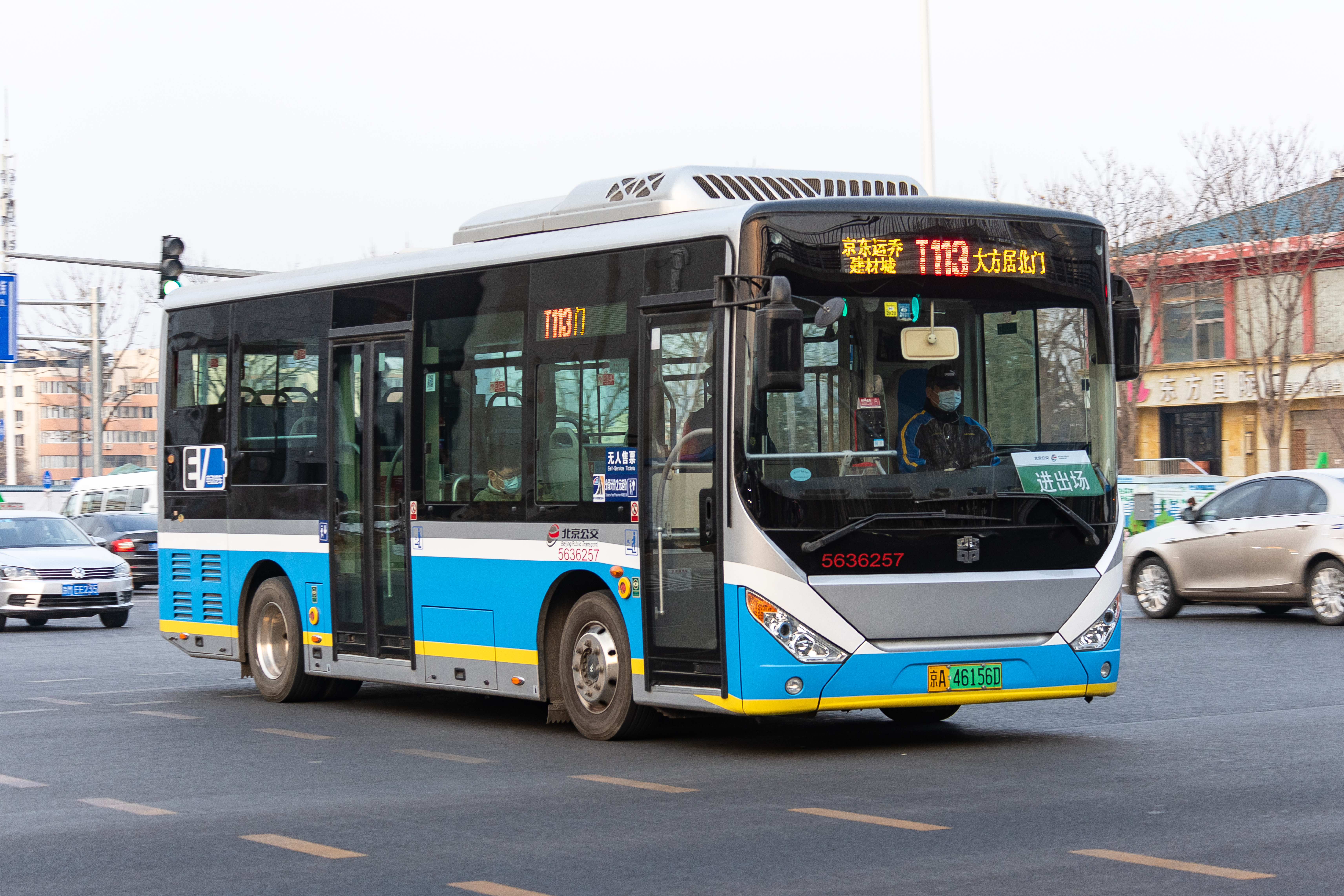
北京公交使用的LCK6850EVG3M1型
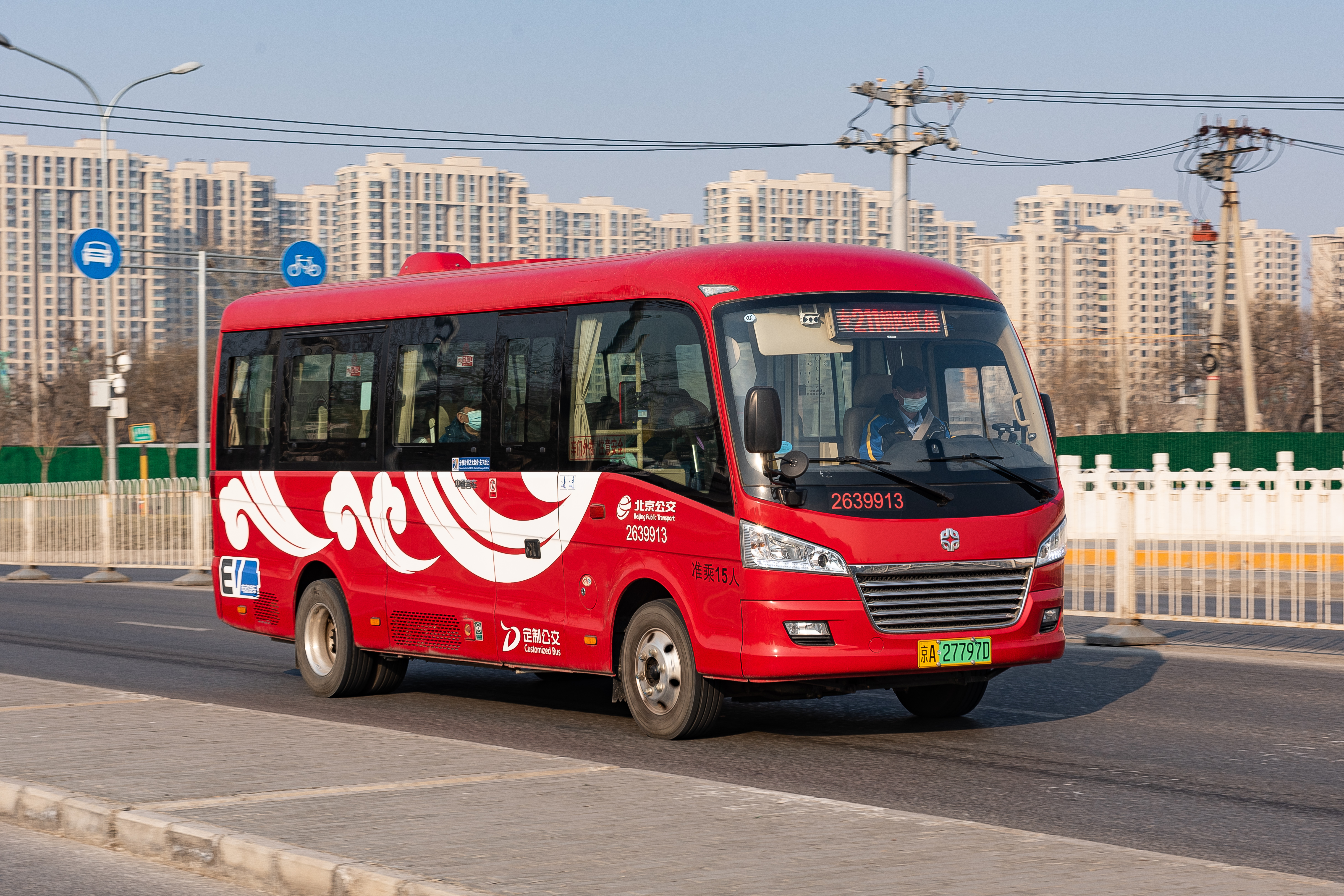
北京公交使用的LCK6720EVGA型
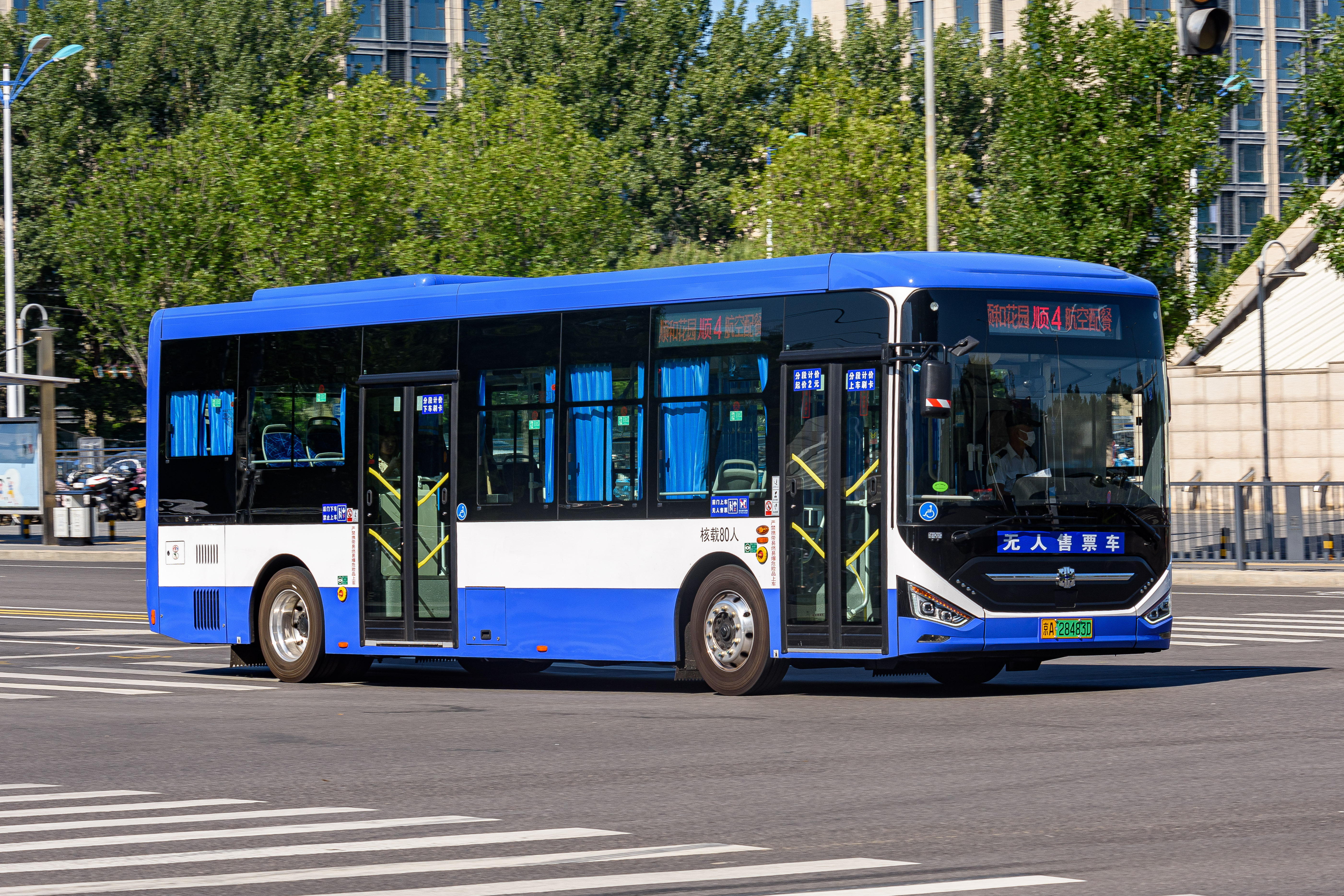
顺义骏马客运使用的LCK6106EVGRA5型（N10系列）
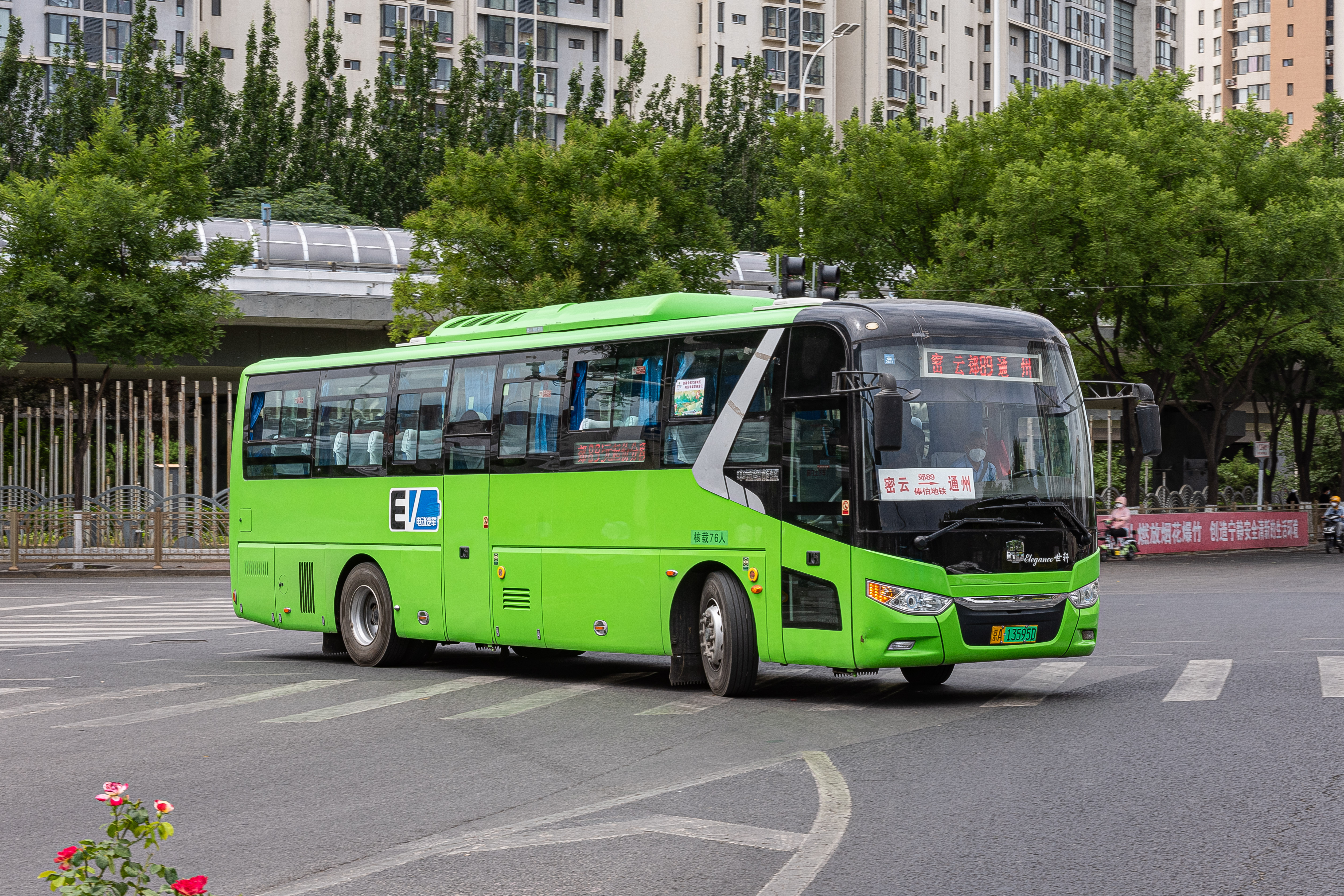
密云宝城客运使用的中通世轩LCK6117EVGA型
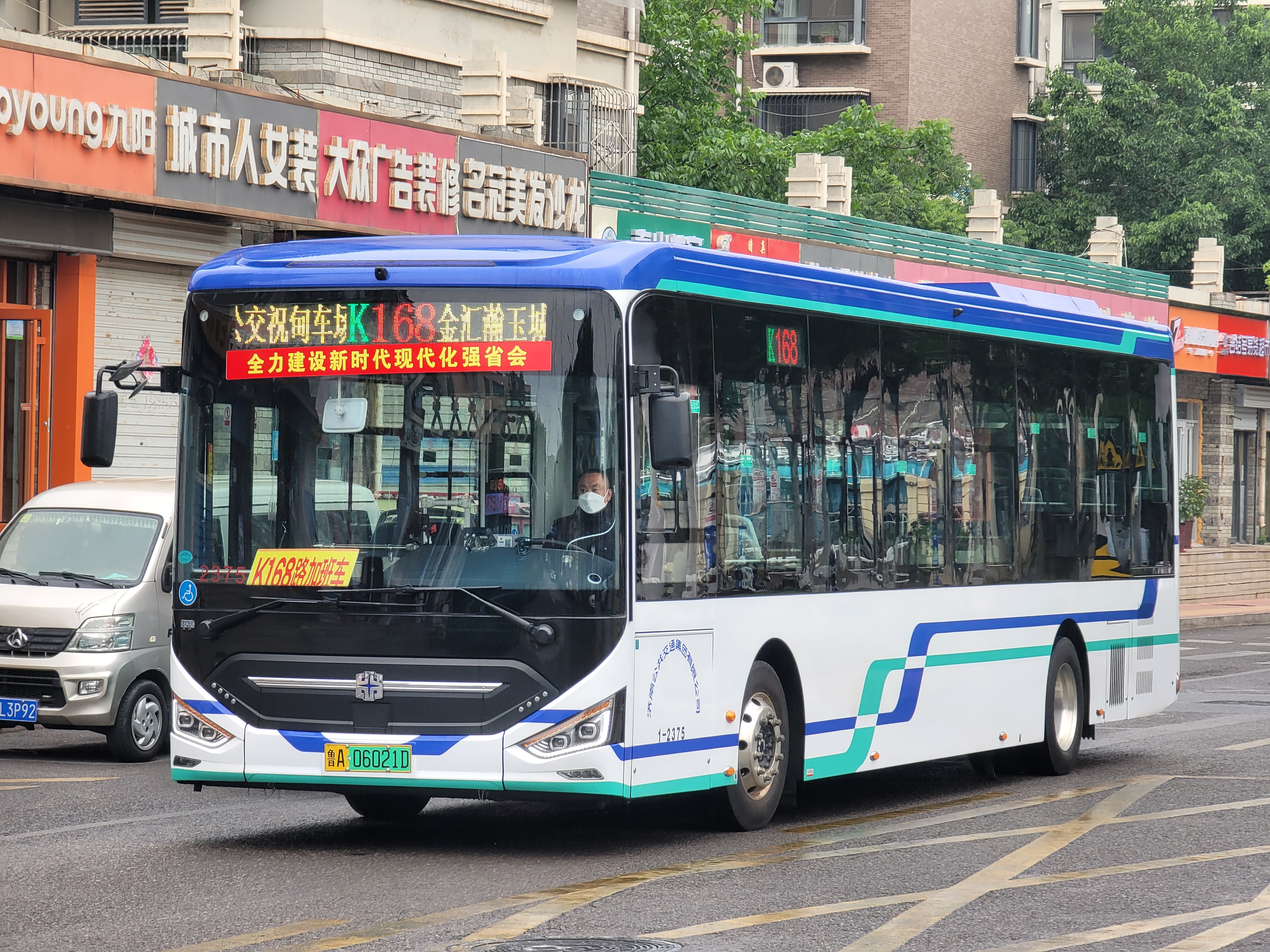
济南公交使用的中通LCK6126EVGRA1型（N12系列）
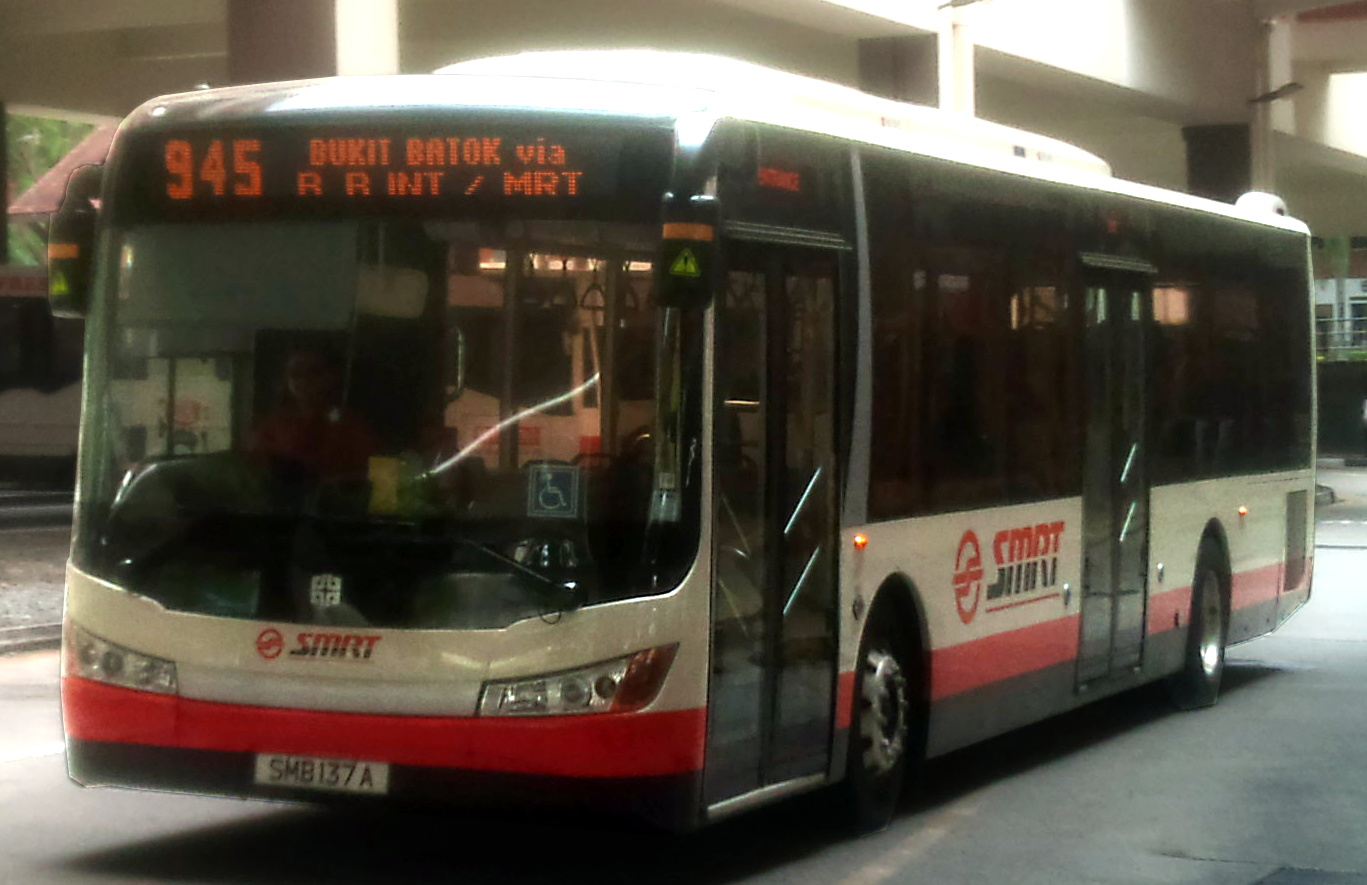
新加坡的中通LCK6121GHEV型
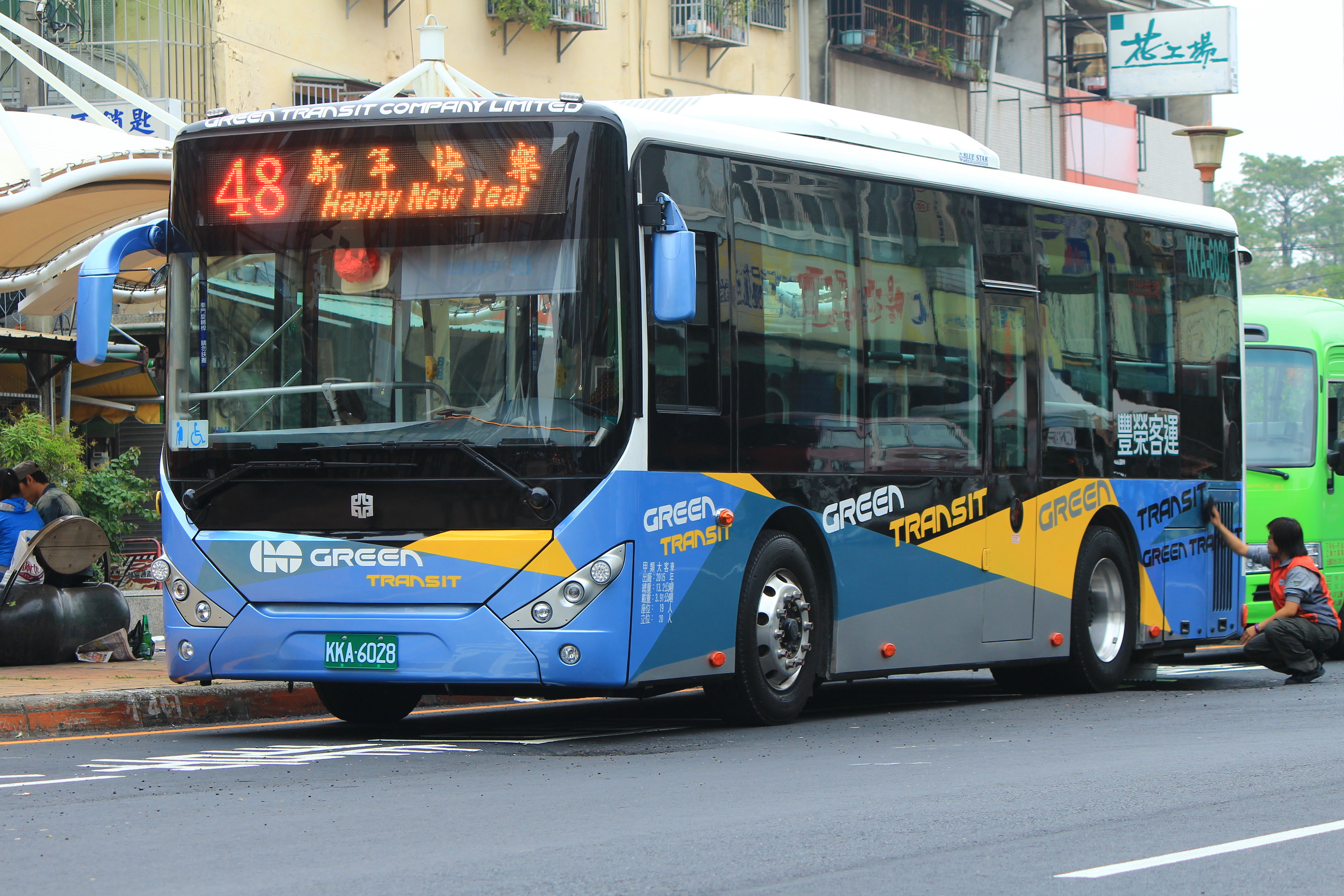
台灣的豐榮客運所使用的LCK6900G低底盤公車
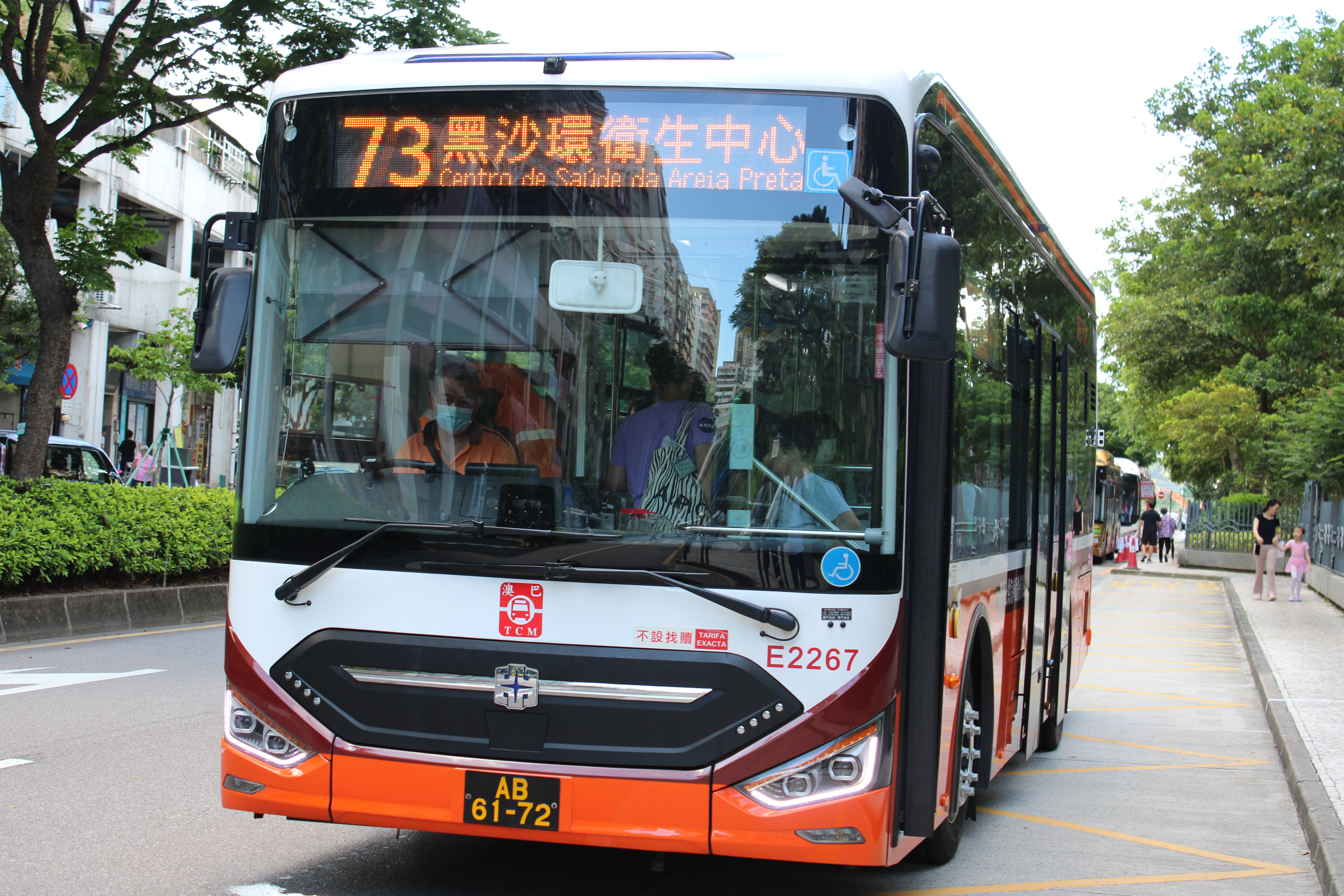
澳門公共汽車股份有限公司所使用的中通LCK6980SHEVG增程式低地台巴士
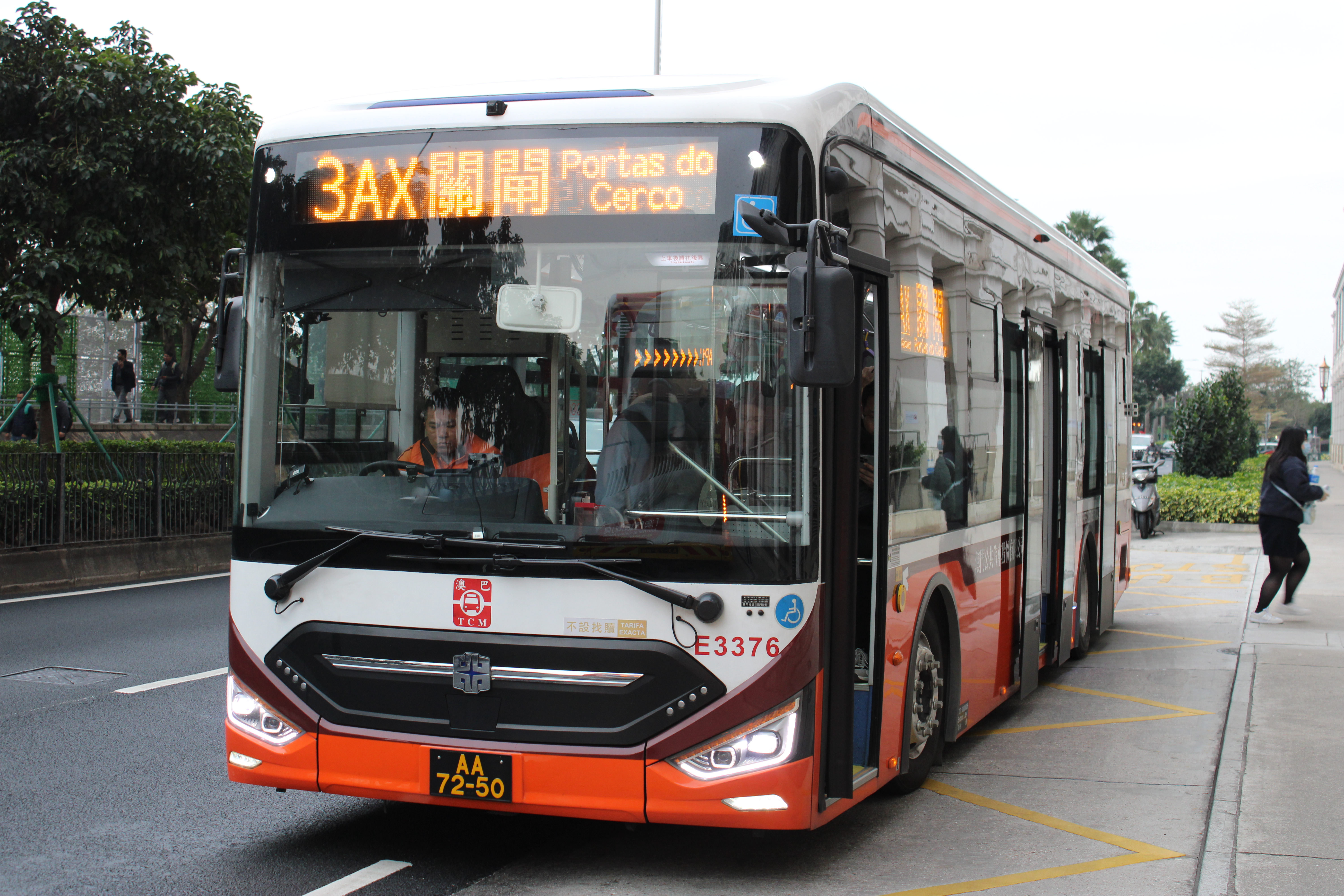
澳門公共汽車股份有限公司所使用的中通LCK6113SHEVG增程式低地台巴士

## 外部連結
- 官方網站 （页面存档备份，存于）